# Góry młode
Góry młode – góry wypiętrzone wskutek orogenezy alpejskiej, np. Tatry, Himalaje, Pamir, Alpy. Odznaczają się dużym rozczłonkowaniem terenu, dużymi wysokościami względnymi i bezwzględnymi oraz ostrymi grzbietami, gdyż stosunkowo krótko ulegały procesom denudacji.
Określenie "góry młode" nie dotyczy wieku skał, mogą one być zarówno stare, jak i młode, powstałe współcześnie z górami (np. intruzje granitów).